# Crocidium dasypolium
Crocidium dasypolium är en tvåvingeart som beskrevs av Hesse 1963. Crocidium dasypolium ingår i släktet Crocidium och familjen svävflugor. Inga underarter finns listade i Catalogue of Life.